# Real Club Náutico de Valencia
El Real Club Náutico de Valencia (RCNV) es un club náutico situado en Pinedo (Valencia), España. Pertenece a la Asociación Española de Clubes Náuticos.

## Historia
El Real Club Náutico de Valencia fue fundado en 1903.
En 1981 obtuvieron el primer premio en el concurso para el diseño de la nueva sede, Antonio Escario, Cristina Grau García y Camilo Grau García.
En 1982 trasladó sus instalaciones del interior del Puerto de Valencia a su actual ubicación, junto a la nueva desembocadura del río Turia. 
En 1992 amplió sus instalaciones, que pasaron de contar con 7,5 ha en tierra y 14,4 en la mar a 10 y 25,06 respectivamente, convirtiéndose así en el Club Náutico de España con instalaciones de mayor amplitud al servicio de sus asociados. El número de amarres también pasó de 1011 a 1206. 
En 1999 fue designado Club del Año, y el 12 de enero de 2000 le fue concedido su ingreso en el Real Orden del Mérito Deportivo, en la categoría de Placa de Plata. 

## Actividad deportiva

### Vela

#### Participación en la Copa América
El RCNV llegó a un acuerdo para presentarse, junto con el Monte Real Club de Yates, como desafiante a dos ediciones consecutivas de la Copa. La primera de ellas, en 1995, fue la 29.ª edición celebrada en San Diego (Estados Unidos), en la que presentó el yate Rioja de España. La segunda fue la 30.ª edición delebrada en Auckland, Nueva Zelanda, donde se presentaron bajo en nombre Bravo España. En 2011 volvió a presentarse como desafiante por tercera vez, y en esta ocasión en solitario, en la edición número 34 de la Copa, con el equipo Green Comm Racing.

#### Regatas
El club ha organizado las siguientes regatas:
- Campeonato de Europa de la clase Snipe de 1978
- Campeonatos de España de las clases Snipe, 470, TDV, Vaurien, Optimist, clase A, Laser y Cruceros RI
- Copas de España de la clase Snipe
- I Regata Clases Olímpicas
- Campeonato del Mundo Fórmula 40
- Etapas Vuelta a España
- Etapa I Vuelta Ibérica de Vela
- Etapa Trofeo S.A.R. Conde de Barcelona
- Campeonato del Mundo IMS 2000
- Rolex IMS Offshore World Championship 2001
- Opti Orange Cup Valencia 2019 - 2023

y organiza anualmente las siguientes competiciones:
- Gran Trofeo Valencia (vela ligera), desde 1953
- Copa Almirante Marcial Sánchez-Barcáiztegui - Regata Homenaje a la Armada, desde 1988
- Trofeo Su Majestad la Reina, desde 1999

### Pesca
- Organizador del Maratón de pesca responsable del Golfo de Valencia
- Organizador del Open de pesca de currican de altura con 4 ediciones realizadas
- Ligas de Corcho y Lanzado
- Ligas de Currican y Fondeada
- Club Asociado a la Asociación Española de Pesca Responsable

### Remo
- Coorganizado con la Universidad Politécnica de Valencia, pasando al programa deportivo del RCNV en 2021, siendo ahora dirigido y gestionado por el Club, compitiendo bajo el paraguas del RCNV

## Transportes
Hasta las instalaciones del club náutico se puede llegar en el servicio de autobús que ofrece la EMT de Valencia, con la línea 15; en vehículo privado a través de la V-15 y V-30 y en bici, a través del carril bici que va hasta El Saler, desviándose por la salida de la carretera CV-500. 150m aproximadamente separan el carril bici de la entrada del club náutico.

## Puerto
- Zona portuaria en tierra: 25 ha
- Agua abrigada: 55,6 ha
- Ancho de bocana: 110 m
- Calado en bocana: 10 m
- Profundidad de las dársenas: de 3-9 m
- Área de carenaje: 3 ha

## Servicios e Instalaciones
- Zona Náutica:
  - Muelle de espera
  - Capitanía
  - Marinería 24 h
  - Club capitanes y tripulaciones.
  - Dos fosas para sacar embarcaciones a tierra.
  - Una rampa de lanzamiento para yates con orzas de 5 metros de calado.
  - Cuatro travelift. Con capacidad de izada de 25, 40, 50 y 200 t
  - Central telefónica y vigilancia 24 horas.
  - Central emisoras V.H.F. canal 9/16 - 24 h
  - Estación de carburante
  - Grúa 10 t. (Válida para arboladura de mástiles de 30 m)
  - Grúas 2 t Y 5 t
  - Área de carena de 3 ha
  - Zona para embarcaciones fuera borda hasta 6 m
  - Zona para vela ligera (Snipe, Vaurien, Optimist, etc.)
  - Escuela de vela
  - Cuatro Cafeterías/Restaurante (2 de acceso público)
  - Contramaestre
  - Administración para atención de los socios, regatistas y tripulaciones
  - Servicios de carpintería, calafate, pintores, mecánicos, electricistas, electrónica, etc.
  - Edificio con tiendas náuticas y pañoles para los socios
  - Botiquín A.T.S.
  - Desfibrilador
  - Helipuerto
  - Acceso controlado y sistema de seguridad 24 horas con circuito cerrado de TV y personal de vigilancia. Recepción 24 h
  - Servicio de limpieza y mantenimiento
  - Aparcamiento privado cubierto para cada amarre con acceso directo al muelle
  - Aparcamiento público cubierto con capacidad de más de 2000 vehículos
  - Información meteorológica
- Zona Social:
  - Edificio social con cafetería y restaurante, auto-servicio, salones de recreo, etc.
  - Piscina olímpica con socorristas (50 m)
  - Piscina infantil con socorristas
  - Parque infantil
  - Vestuarios
  - Zona pícnic
  - Pista polideportiva
  - 4 pistas de tenis
  - 2 frontones
  - 1 pádel
  - 2 squash
  - Gimnasio totalmente equipado
  - Vigilancia 24 h
  - Cáterin
  - Reservas de lujo
  - Recogida de aguas de sentina
  - Punto de recogida de aguas residuales para embarcaciones menores de 30 m
  - Conexión directa desde amarre a electricidad, agua, sistema de recogida de aguas residuales (Embarcaciones de más de 30 m), teléfono, Internet y TV por cable
  - Torres de suministro eléctrico de 63 A hasta 600 A, 380 V, trifásica con contadores individuales (Tipo SPINNAKERS de Rolec)